# Phryxe frontalis
Phryxe frontalis là một loài ruồi trong họ Tachinidae.